# MWCz-62
MWCz-62 – zapalnik stosowany do uzbrajania min, używany między innymi w Wojsku Polskim.

## Charakterystyka
Zapalnik MWCz-62 służy między innymi do detonacji miny TM-62M i MPP-B. Składa się z kadłuba z przyciskiem zegarowego mechanizmu zabezpieczającego, mechanizmu uderzeniowego zapalnika, zapału, nakrętki ochronnej z pobudzaczem oraz bezpiecznika transportowego.

Mechanizm uderzeniowy zapalnika jest połączony za pomocą obsady z zapałem i w położeniu bojowym jest usytuowany pionowo, a w położeniu transportowym poziomo. Do przestawienia mechanizmu uderzeniowego zapalnika z położenia transportowego w bojowe służy bezpiecznik zegarowy, uruchamiany za pomocą przycisku z opóźnieniem wynoszącym 30–120 sekund, a po zdjęciu bezpiecznika transportowego, tarcza wykonawcza. Przełącznik położenia mechanizmu uderzeniowego zapalnika znajduje się na zewnątrz zapalnika.